# 山森雅文
山森雅文（1960年11月26日—）是日本前職業棒球運動員，曾任統一7-ELEVEn獅隊打擊教練的前阪急外野手。2011年時擔任千葉羅德海洋隊的守備跑壘教練，2012年時則不再續約。